# 12 sonate da camera, op. 4

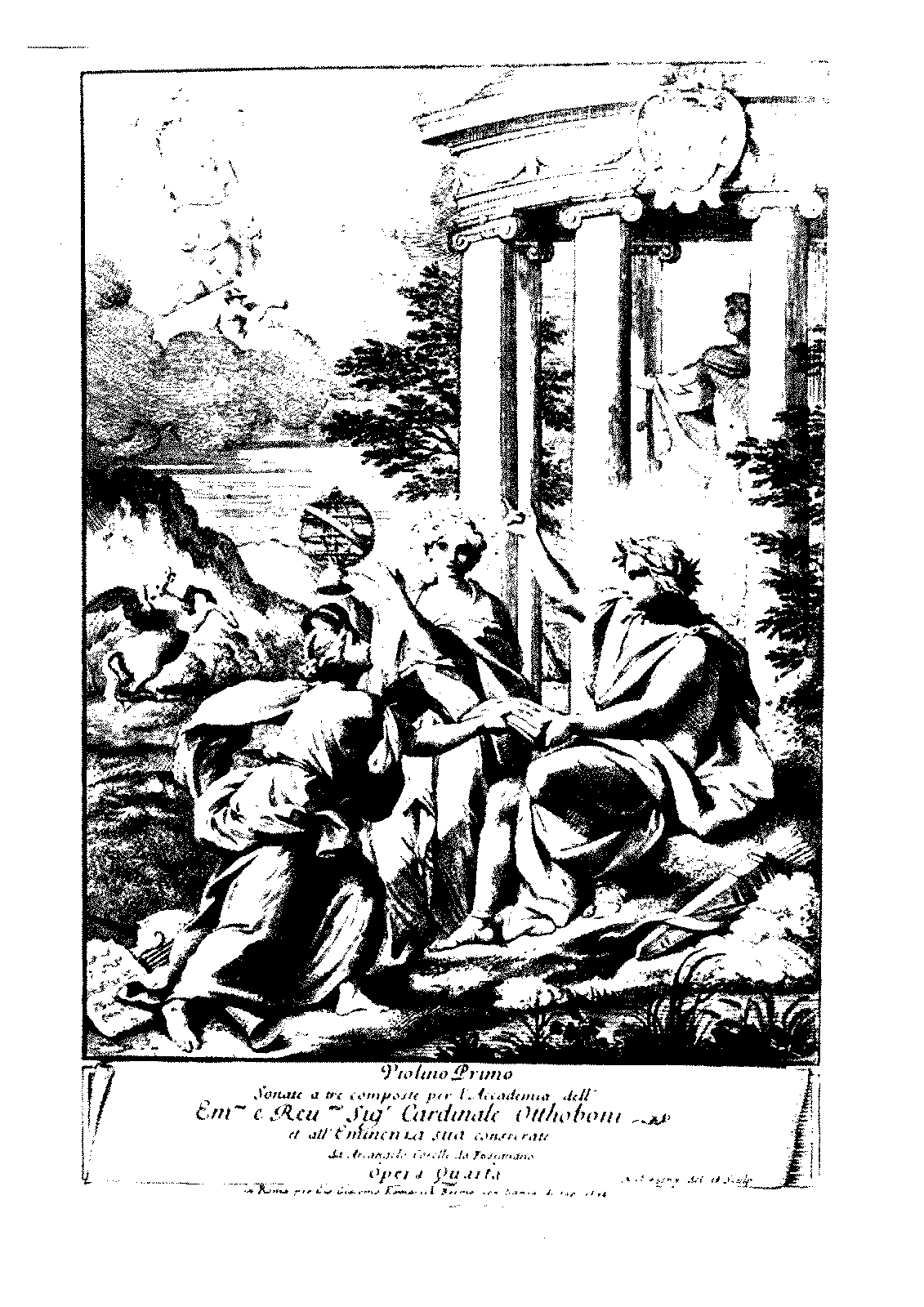
Frontespizio della prima edizione di 12 sonate da camera, op. 4

Le sonate da camera a tre sono dodici composizioni di Arcangelo Corelli pubblicate a Roma nel 1694.
La frase scritta sul frontespizio è,  Sonate a tre, composte per l'accademia dell'em.mo e rev.mo signor cardinale Otthoboni, et all'Eminenza Sua consecrate ... Opera quarta.

## Struttura
1. Sonata in do maggiore
2. Sonata in sol minore
3. Sonata in la maggiore
4. Sonata in re maggiore
5. Sonata in la minore
6. Sonata in mi maggiore
7. Sonata in fa maggiore
8. Sonata in re minore
9. Sonata in si bemolle maggiore
10. Sonata in sol maggiore
11. Sonata in do minore
12. Sonata in si minore